# 金融衍生工具
，為一種特殊類別買賣的金融商品統稱，主要有期貨、選擇權、遠期契約、交換交易及差價合約、虛擬貨幣等。此種交易的投資報酬率是根據其他金融標的的表現所衍生出来。如資產（大宗物資、股票或債券）、利率、匯率、指數（股票指數、消費者物價指數以及天氣指數）、虛擬貨幣等，這些標的的表現將會決定一個衍生工具的報酬率及報酬時間。衍生性金融商品大多可在交易所或櫃台買賣交易。
對此類金融工具進行買賣投資者需要十分謹慎，因為由其引起的損失有可能超過投資者最初投放於其中的資金。同時由於其本身並不代表任何資產，其買賣也不應該被視作投資，而更應被稱作交易。

## 用途
買賣金融衍生工具的主要原因有三個，分別是避險、投機及套利。

### 避險
衍生金融工具其中一項用途，是用來轉移風險：採取跟標的資產（underlying asset）相反的立場。例如，磨坊主人和小麥農夫訂定期貨合約，在未來以現金買小麥。雙方因此都能減低風險：小麥農夫能確定價格，而磨坊主人則能確定小麥供應。 
此外，股票指數期貨及期權被稱為衍生產品，因為他們的存在，是從市場的實際指標衍生出來，並沒有自己的內在特點。不僅如此，有些人認為他們會導致更大的市場波動，原因之一是，只要利用相對少量的保證金或認股證費用，就能控制一個龐大金額的證券。衍生工具的流行原因之一是，它們的交易在某些經濟體系之下，可以不在資產負債表中列出來。

### 投機
金融衍生工具讓投資者更容易投機個別資產的升跌。例如，直接買賣商品現貨（如石油）是非常不便的，但炒家可以透過期貨輕易地參與石油買賣。
炒家除了可以投機升跌，還會投機波幅。

### 套利
衍生工具交易也能提供套利機會──不同衍生工具有相同或極為相似的标的资产。當衍生工具價格大幅偏離理論值，達到特定上限或下限，套利交易者會立即買賣相關金融資產，賺取無風險的回報。套利交易主要利用電腦軟件自動操作，當價格出現變化，交易指示可以在毫秒，甚至微秒內發出。

## 種類

### 場外交易及交易所買賣

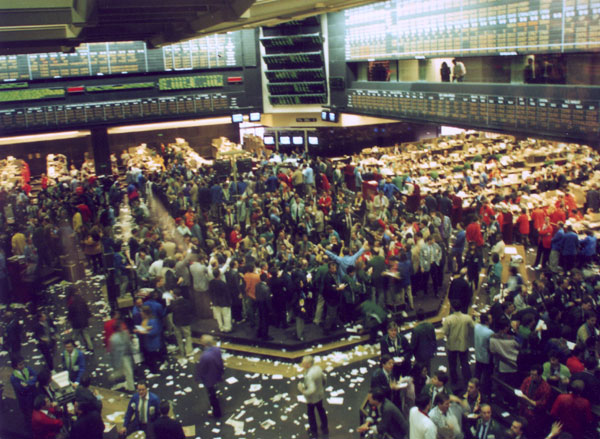
芝加哥商品交易所的交易大廳

大致來說，場外交易及交易所買賣是兩個截然不同的的衍生工具合約，区別在於他們的交易場所： 

#### 交易所買賣之衍生工具
交易所買賣之衍生工具（ETD），顧名思義，是通過期貨交易所或其他交易所買賣的衍生工具。衍生品交易所是一個中介機構，向交易雙方的金融機構收取孖展作為擔保，有效降低交易對手的違約風險。
1987年黑色星期一，道瓊斯工業平均指數下跌超過22%，令部分期貨長倉投資者的損失超過了他們的總資產，金融机构被迫以自身資本支付客戶的保證金缺口。在這次股災，交易所的保證金機制成功抵禦市場波動，讓所有短倉投資者都能取得應有的利潤。

#### 場外交易衍生工具
場外交易衍生工具，是買賣雙方之間（私下協商）直接交易的合約，無須通過交易場或其他中介機構。產品如掉期交易、遠期利率協議以及奇异期權（exotic options，相对于vanilla options普通期权）幾乎都是用場外交易這種交易方式。
OTC沒有結算所向買賣雙方收取保證金，因此面對較大的違約風險。

### 反向及槓桿ETF
反向ETF及槓桿ETF都是特殊類別的交易所買賣基金，可供一般投資者在股票交易所買賣。